# Basthikatte Kaval, Gubbi
Basthikatte Kaval là một làng thuộc tehsil Gubbi, huyện Tumkur, bang Karnataka, Ấn Độ.